# Municipio Peña
Peña es uno de los 14 municipios que conformal al Estado Yaracuy, Venezuela. El municipio se encuentra ubicado al suroeste del estado, y ocupa una superficie de 510 km² y una población de 140 256 habitantes.

## Geografía

### Organización parroquial
La jurisdicción está dividida en 2 parroquias: San Andrés y Yaritagua.
La parroquia San Andrés está ubicada al extremo suroeste del municipio, y su mayor potencial económico es la producción agrícola. Cambural es la comunidad más grande de esta parroquia y es, a su vez, la zona de mayor actividad comercial de toda la parroquia.
La capital del municipio, Yaritagua, se extiende desde los límites noreste con Sabana de Parra (capital del municipio Páez) y desde el sureste con Manzanita (municipio Simón Planas, Estado Lara). Su ubicación podría llevar al pueblo a ser una zona de alto potencial, no obstante el colapso económico venezolano, así como la falta de oportunidades académicas y laborales trajo como consecuencia que gran parte de los habitantes del pueblo huyeran del país buscando mejorar su calidad de vida, incrementando así la crisis de refugiados venezolana, lo que afectó considerablemente su actividad industrial, el cual podría haber sido el de mayor índice de desarrollo del estado Yaracuy.

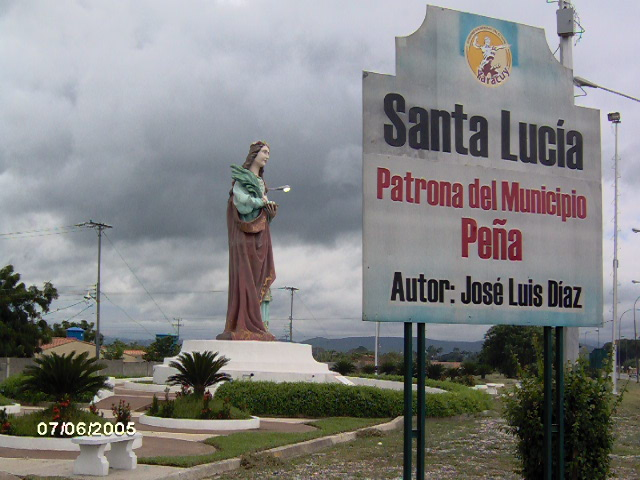
Estatua de la patrona del municipio Peña.

| Parroquia      | Superficie | Población    | Densidad        |
| -------------- | ---------- | ------------ | --------------- |
| Yaritagua      | km²        | 116.249 hab. | hab./km²        |
| San Andrés     | km²        | 24.015 hab.  | hab./km²        |
| Municipio Peña | 510 km²    | 140.256 hab. | 256,26 hab./km² |

## Economía
La economía del municipio se sostiene tanto en el comercio como en la agricultura. Su infraestructura de transporte es favorable, ya que la autopista centro occidental atraviesa parte de su territorio. En el sector agrícola, destacan las plantaciones de maíz, pimentón, caña de azúcar y tomate, siendo estas actividades fundamentales para la producción local.

## Política y gobierno

### Alcaldes
| Período                 | Alcalde                       | Partido político / Alianza | % de votos | Notas |
| ----------------------- | ----------------------------- | -------------------------- | ---------- | --- |
| 1989 - 1992             | Eduardo Lapi                  | COPEI                      | 55,64      | Primer alcalde bajo elecciones directas |
| 1992 - 1995             | Eduardo Lapi                  | COPEI                      | 71,38      | Reelecto |
| 1995 - 2000             | Ángel Alberto Rivero (morito) | CONVERGENCIA               | -          | Segundo alcalde bajo elecciones directas (se realizaron elecciones generales adelantadas en el 2000 debido a la aprobación de la Constitución de 1999) |
| 2000 - 2004             | Filippo Lapi                  | CONVERGENCIA               | 44,21      | Tercer alcalde bajo elecciones directas |
| 2004 - 2008             | Filippo Lapi                  | CONVERGENCIA               | 40,96      | Reelecto |
| 2008 - 2013 2025 - 2029 | Giovanny Parra                | PSUV                       | 57,47      | Cuarto alcalde bajo elecciones directas (se postergan 1 año las elecciones municipales pautadas para finales del 2012)                                 |
| 2013 - 2017             | Shirley Romero                | PSUV                       | 34,50      | Quinto alcalde bajo elecciones directas |
| 2017 - 2021             | Juan Parada                   | PSUV                       | 81,79      | Sexto alcalde bajo elecciones directas |
| 2021 - 2025             | Juan Parada                   | PSUV 45,84                 | Reelecto   | |

### Concejo municipal
Período 1989 - 1992
| Concejales:               | Partido político / Alianza |
| ------------------------- | -------------------------- |
| Victor Pérez Ceballo      | COPEI                      |
| Pedro Fernández           | COPEI                      |
| José Vicente López        | COPEI                      |
| Carlos Pérez Acosta       | COPEI                      |
| Marcelino Cortéz Martínez | COPEI                      |
| Argenis Linares Escobar   | AD                         |
| Roque Paniagua            | AD                         |
| Enrique Alvarado          | AD                         |
| Rafael Escalona           | MAS                        |

Período 1992 - 1995
| Concejales:               | Partido político / Alianza |
| ------------------------- | -------------------------- |
| Pedro Fernández           | COPEI                      |
| Felix Pastor Soto         | COPEI                      |
| Cruz Gutiérrez            | COPEI                      |
| Victor Pérez Ceballo      | COPEI                      |
| Carlos Pérez Acosta       | COPEI                      |
| Marcelino Cortéz Martínez | COPEI                      |
| Alberto Fernández         | COPEI                      |
| Carmen de Morales         | AD                         |
| Hermes Sivira             | MAS                        |

Período 1995 - 2000
| Concejales:         | Partido político / Alianza |
| ------------------- | -------------------------- |
| Lucas Guedez        | COPEI                      |
| Jesus Peréz         | COPEI                      |
| Carlos Pérez Acosta | COPEI                      |
| Alberto Fernández   | COPEI                      |
| Jorge Contreras     | CONVERGENCIA               |
| José Georges        | CONVERGENCIA               |
| Juvenal Prieto      | CONVERGENCIA               |
| Diego Lozada        | AD                         |
| Exio Colmenarez     | AD                         |

Período 2013 - 2018:
| Concejales        | Partido político / Alianza |
| ----------------- | -------------------------- |
| Juan Parada       | PSUV                       |
| Juan Díaz         | PSUV                       |
| Lixander Suárez   | PSUV                       |
| Alejandra Cortez  | PSUV                       |
| Jenny Velázques   | PSUV                       |
| Yomayra Michelena | PSUV                       |
| Alirio Pérez      | PSUV                       |
| Giovany Díaz      | MUD                        |
| Adelis Pérez      | MUD                        |

Período 2018 - 2021
| Concejales        | Partido político / Alianza |
| ----------------- | -------------------------- |
| Rafael Parra      | PSUV                       |
| Leonaldo Suárez   | PSUV                       |
| Jenny Velásquez   | PSUV                       |
| Yomayra Michelena | PSUV                       |
| Henry Paradas     | PSUV                       |
| Yurubi Alvarado   | PSUV                       |
| José Guevara      | PSUV                       |
| Alirio Pérez      | PSUV                       |
| Lisbeth Torres    | PSUV                       |

Período 2021 - 2025
| Concejales        | Partido político / Alianza |
| ----------------- | -------------------------- |
| Henry Parada      | PSUV                       |
| Yurubi Alvarado   | PSUV                       |
| Doralys Juárez    | PSUV                       |
| José Valera       | PSUV                       |
| Yenny Velasquez   | PSUV                       |
| Giovanni Parra    | PSUV                       |
| Edickson Perdomo  | PSUV                       |
| Ali Méndez        | MUD                        |
| Aurora Colmenarez | MUD                        |